# Stainboy
Stainboy ou The World of Stainboy[réf. nécessaire] est une série télévisée d'animation flash en six épisodes de 5 minutes créée par le cinéaste Tim Burton et diffusée à partir du 26 septembre 2000 sur Internet.
Ces séquences ont été réalisées par la société Flinch Studio, spécialisée dans ce type d'animation. Burton s'est par ailleurs entouré de fidèles collaborateurs comme le compositeur Danny Elfman pour la musique ou l'actrice Lisa Marie qui prête sa voix à quelques personnages.
Le personnage de Stainboy est issu, comme la plupart des autres êtres « étranges », du recueil de poèmes de Burton, La Triste Fin du petit Enfant Huître et autres histoires, publié en 1997.

## Synopsis
Stainboy travaille pour la police de Burbank et est chargé d'enquêter sur des parias qu'il devra interpeller.

## Épisodes
1. The Girl Who Stares
2. The Toxic Boy
3. The Bowling Ball
4. The Robot Boy
5. The Match Girl
6. Stainboy's Day Off

## Distribution
- Glenn Shadix : Sgt. Glen Dale, Bowling Ball Head, Charity Home Matron, TV Announcer #2 (voix).
- Lisa Marie : Match Girl, Stainboy's Mother, Cracker Girl (voix).
- Will Amato : Stainboy's Father, TV Announcer #1 (voix).
- Michael Viner : Boy With Nails In His Eyes (voix).